# ジャン＝フェルディナン・シェニョー
ジャン＝フェルディナン・シェニョー（Jean-Ferdinand Chaigneau、1830年3月6日 - 1906年10月23日）はフランスの画家である。「バルビゾン派」の画家の一人に数えられる。

## 略歴
ボルドーに生まれた。ボルドーの美術学校(École des beaux-arts de Bordeaux)で、ジャン＝ポール・アロー(Jean-Paul Alaux dit Gentil)に学んだ後、パリのエコール・デ・ボザールに移り、フランソワ＝エドゥアール・ピコ、ジャック・レイモン・ブラスカサット、ジュール・コワニェに学んだ。
1848年に初めてサロン・ド・パリに風景画を出展した。1849年にローマ賞に応募し6位に終わったが,、1854年には歴史的風景画部門に応募し3位に入賞し、パリでの奨学金を受けた。
歴史的な情景を描くのを止め、家畜のいる野外の風景を描くようになり、1860年にフォンテンブローの森の情景を描いたのに始まり、「バルビゾン派」の画家の一人として活動した。サロンドパリには定期的に出展し、1889年のパリ万国博覧会にも出展し銅賞を得た。特に羊飼いと羊の群れを描いたことで知られることになった。バルビゾンの旅(Voyage autour de Barbizon)という版画集の作者としても知られる。

## 作品

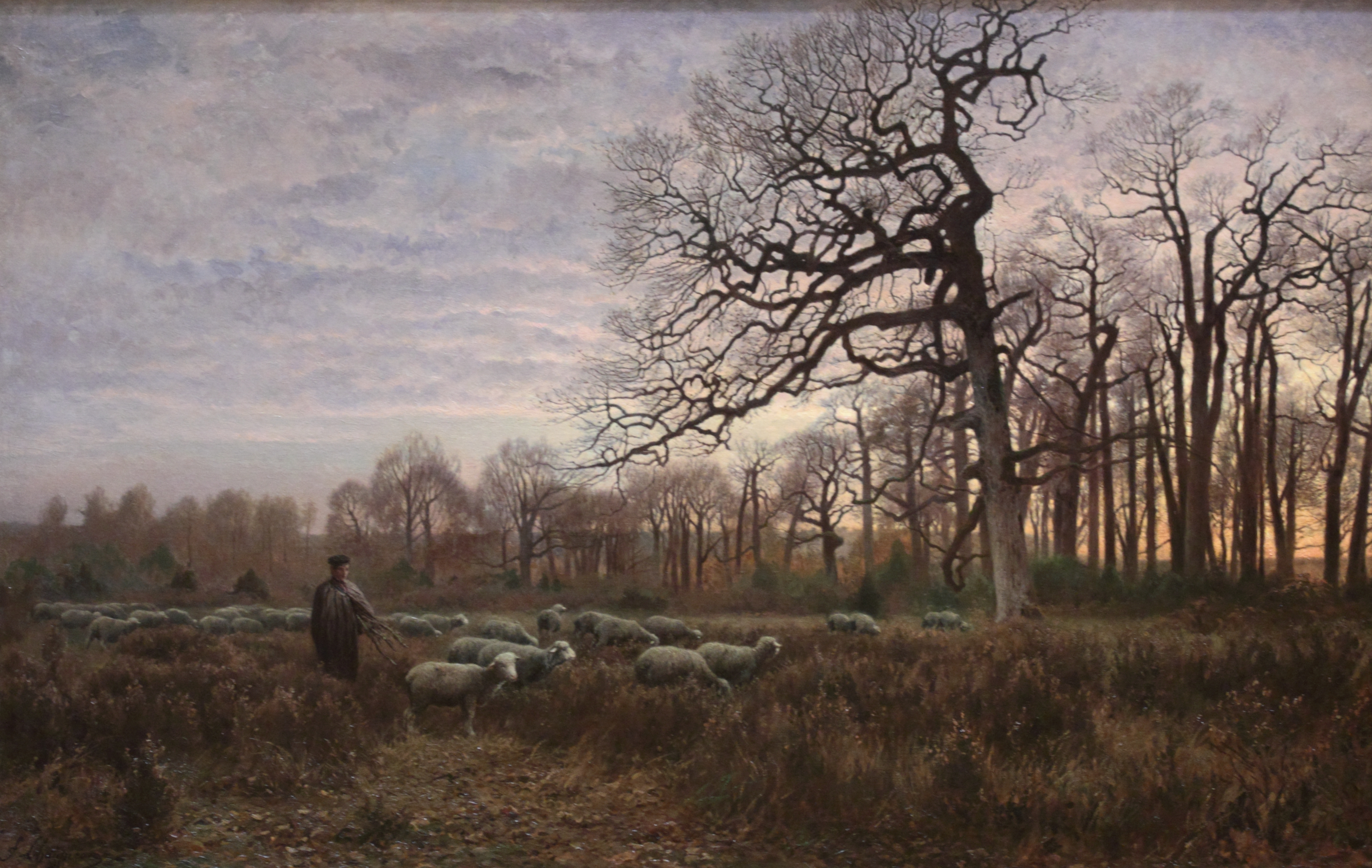
フォンテンブローの森
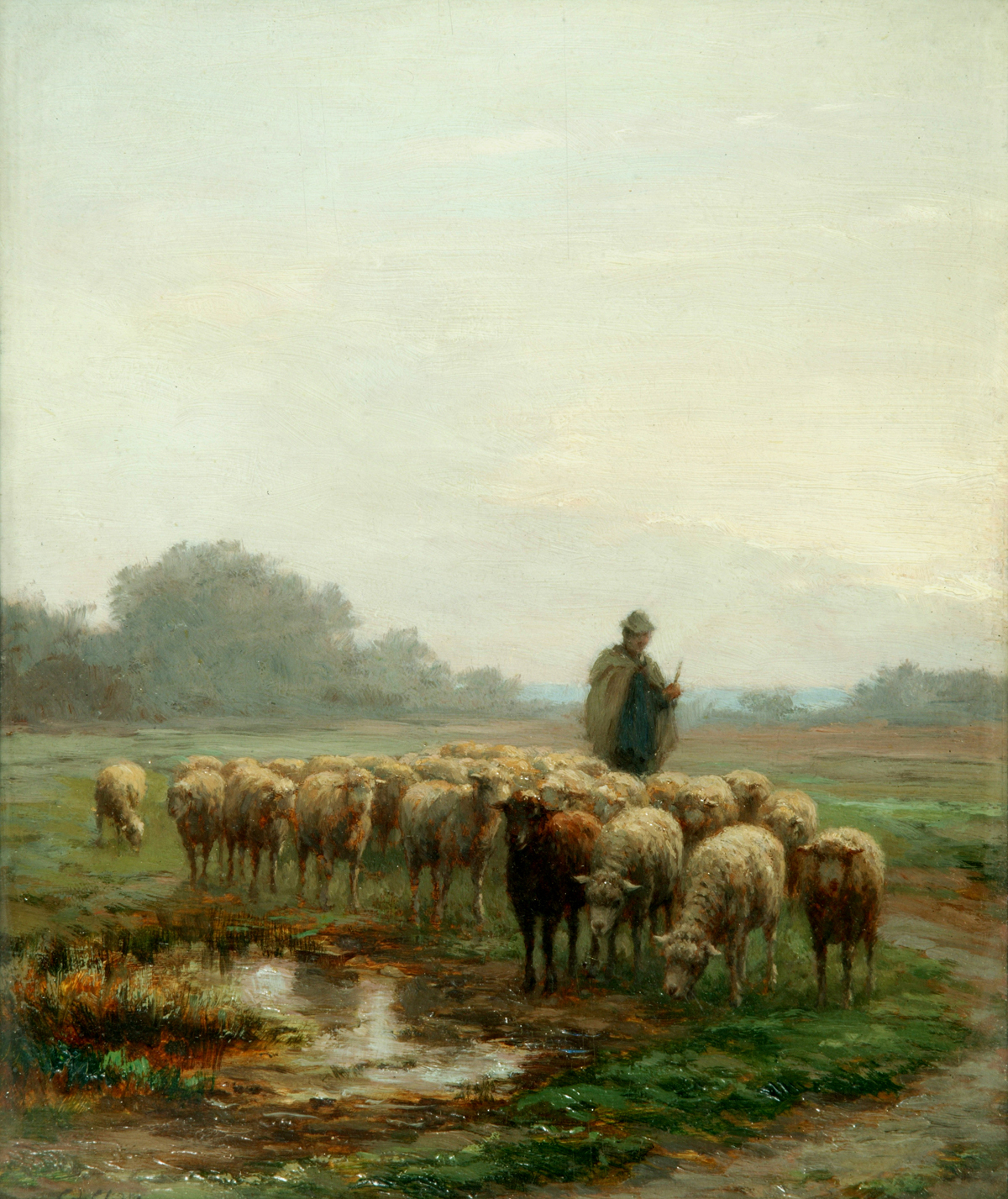
羊
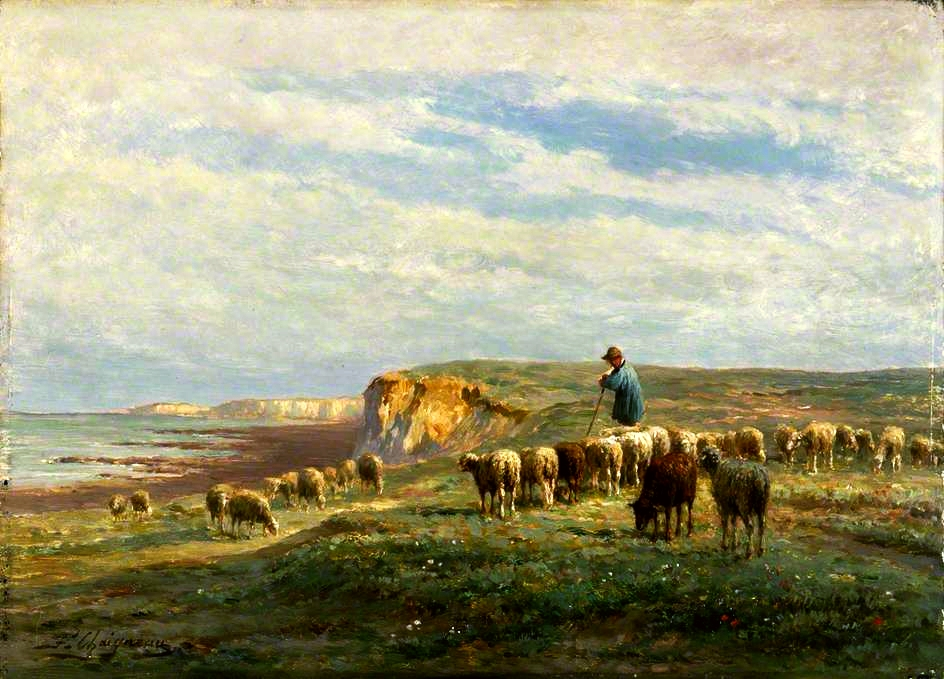
羊の群れ